# Station Mignaloux - Nouaillé
Station Mignaloux - Nouaillé is een spoorweghalte in de Franse gemeente Mignaloux-Beauvoir. Zij wordt bediend door treinen van het netwerk TER Nouvelle-Aquitaine op het traject Limoges-Bénédictins - Poitiers.